# Большой Девятинский переулок
Большо́й Девяти́нский переу́лок — улица в центре Москвы на границе района Арбат и Пресненского района между Новинским бульваром и Конюшковской улицей. В переулке находится храм Девяти мучеников Кизических.

## Происхождение названия
Название закрепилось за переулком в XVIII веке. Дано по церкви Девяти мучеников Кизических, «что за Синодальным двором на Кочерыжках» (то есть из города Кизик на берегу Дарданелльского пролива), которые были замучены за христианскую веру в III веке; деревянная церковь известна с 1698 года. Построена по указу Петра I, выполнившего просьбу последнего Патриарха доимперской Руси Адриана. Сам Пётр I не раз посещал этот храм и любил слушать здесь патриарших певчих.
Современный храм построен в 1732—1735 годах на средства купца А. Семёнова (в 1919—1992 годах был закрыт). Бывший Малый Девятинский переулок упразднён (часть его вошла в преобразованный Новинский переулок). Первоначальное название переулка — Кривой (по форме).

## Описание
Большой Девятинский переулок начинается от Новинского бульвара проходит на запад, слева к нему примыкает Новинский переулок, выходит на Конюшковскую улицу напротив Рочдельской улицы и Белого дома.

## Примечательные здания и сооружения
* по нечётной стороне:
- № 3 (дом Паниных) — в 1930-х годах (вплоть до ареста в 1940 году) здесь проживал с семьей русский философ, писатель и учёный Дмитрий Михайлович Панин, прототип одного из главных персонажей романа А. И. Солженицына «В круге первом» Дмитрия Сологдина.
- № 15 — Храм Девяти мучеников Кизических;

* по чётной стороне:
- № 4 — жилой дом (1930-е)[1], на цокольном этаже — Центр международного обмена.
- № 8 — Посольство США в Москве.